# North Thoresby
North Thoresby – wieś w Anglii, w hrabstwie Lincolnshire. Leży 42 km na północny wschód od Lincoln i 218 km na północ od Londynu.